# رياح الخماسين

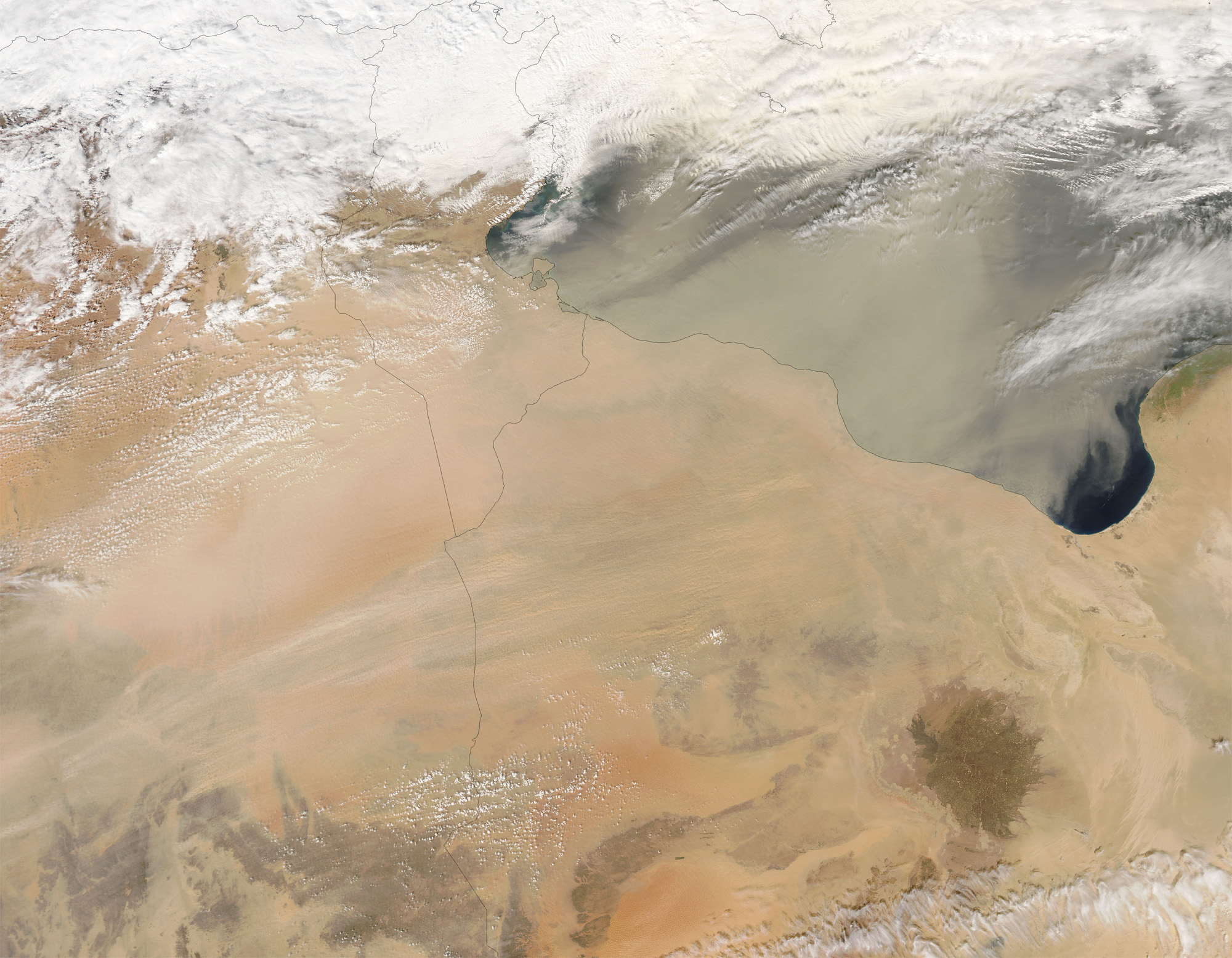
صورة بالأقمار الصناعية لرياح الخماسين وهي تعم ليبيا.

رياح الخماسين هي رياح جنوبية شرقية فصلية جافة وحارة تأتي من الصحراء الكبرى محملة بآلاف الاطنان من الرمال تصل إلى مصر وبلاد الشام ومنطقة شبه الجزيرة العربية . وسُميت هذه الرياح بالخماسين لأنها تنشط في شهر أبريل/نيسان، أي بعد خمسين يوماً من الدخول في فصل الرّبيع، الا أنها نادراً ما تهب أكثر من يوم أو يومين في الأسبوع خلال هذه الفترة، تصل سرعة رياح الخماسين إلى 140 كم/س، وتؤدي إلى ارتفاع سريع في درجات الحرارة وانخفاض في معدلات الرؤية.
ولرياح الخماسين، التي تُعرف بهذا الاسم في مصر وبلاد الشام، الكثير من الأسماء التي يتم تداولها في البلاد العربية نذكر منها:
- رياح القبلي في السّودان وليبيا ،
- رياح الشلوق في تونس وفلسطين ،
- رياح الشهيلي في تونس والجزائر ،
- رياح الشرقي في المغرب ،
- رياح الطوز في دول الخليج العربي والعراق.
- رياح الشروقي في إيطاليا ، وبالرغم من نُدرة وصول رياح الخماسين إلى أوروبا إلا أنها تكون محمّلة بالرمال والغبار عندما تصلها.

وتعمل هذه الرياح خلال رحلتها الطويلة على حمل كمياتٍ كبيرة من الأتربة والرمال، التي قد تحجب نور الشمس بشكلٍ كامل وتحول النهار إلى ما يُشبه الليل.

## النشأة
تنشأ رياح الخماسين نتيجة منخفضات جوية تندفع بالاتجاه الشرقي عبر الشواطئ الجنوبية من البحر الأبيض المتوسط أو شمال أفريقيا من شهر فبراير (شباط) إلى يونيو (حزيران)، بسبب ارتفاع حرارتها مقارنة مع مياه البحر الأبيض المتوسط التي أصبحت باردة بعد فصل الشتاء، فتساهم هذه المنخفضات الجوية في دفع رياح حارة ومغبرة قادمة من الصحاري الكبرى نحو المنطقة، فتعمل على إثارة العواصف الرملية وموجات الغبار الكثيفة.